# Борковщина
Борко́вщина (Барковщина, Малая Долговщина; бел. Барко́ўшчына / Малая Даўгоўшчына) — озеро в Ушачском районе Витебской области Белоруссии. Относится к бассейну реки Крошенка.

## Описание
Озеро Борковщина располагается в 8 км к югу от городского посёлка Ушачи, рядом с деревней Вашково.
Площадь зеркала составляет 0,16 км², длина — 0,76 км, наибольшая ширина — 0,3 км. Длина береговой линии — 2,33 км. Наибольшая глубина — 21,8 м, средняя — 5,8 м. Объём воды в озере — 0,92 млн м³. Площадь водосбора — 11,4 км².
Котловина эворзионного типа, вытянутая с севера на юг. Склоны песчаные, высотой преимущественно составляет 20—30 м. Западные склоны пологие, поросшие лесом. Северные и южные склоны невыраженные. На западе имеется абразионный уступ высотой от 2 до 3,5 м. Береговая линия образует несколько заливов и полуостровов. Берега низкие. Южный берег заболочен, вдоль северо-западного и западного берегов формируются сплавины шириной 5—10 м. Озеро окружено торфянистой поймой, ширина которой варьируется от 10—30 до 250 м.
Мелководье песчаное, шириной 6—10 м, резко обрывающееся. Далее дно до глубины 4—4,5 м выстлано опесчаненным илом, до глубины 16—17 м — глинистым илом. Наиболее глубокие участки покрыты илом с высоким содержанием железа либо кремнезёмистым сапропелем. Глубины до 2 м занимают 12 % площади дна, до 10 м — 87 %. Наибольшие глубины отмечаются в юго-восточной части водоёма.
Минерализация воды достигает 412 мг/л, прозрачность — 2,5 м. Озеро эвтрофное, слабопроточное. Впадает несколько ручьёв, вытекает ручей в озеро Должина.
Зарастает 44 % площади озера. Растительность образует полосу шириной от 10 до 250 м.
В озере водятся лещ, щука, окунь, плотва, линь и другие виды рыб.